# Fossillagerstätte Sierra del Montsec
Die Fossillagerstätte Sierra del Montsec ist eine Fossillagerstätte.

## Geographische Lage
Die Sierra del Montsec, eine Bergkette am südlichen Rand der Zentralkordillere der Pyrenäen, liegt in der Provinz Lleida (Katalonien, Spanien) der sich über etwa 50 km in Ost-West-Richtung erstreckt. Geomorphologisch handelt es sich um eine Kalksteinformation. Die fossilreichen Ablagerungen befinden sich insbesondere im Gebiet der Ortschaft Santa Maria de Meià. Dort treten die lithographischen Kalksteine von La Pedrera de Rúbies und La Cabroa zutage, welche eine Vielfalt an Fossilien aufweisen.

## Geologie

### Geologischer Rahmen
Die Montsec-Decke besteht aus ton- und salzreichen Gesteinen, die vor etwa 230 Millionen Jahren im späten Trias-Zeitalter abgelagert wurden. Diese Gesteine wurden vor etwa 50 Millionen Jahren während der Alpinen Orogenese stark verformt, als sich die Pyrenäen auffalteten. Darüber lagerten sich im Jura und in der Unterkreide (vor etwa 200 bis 120 Millionen Jahren) mächtige Kalk- und Mergelschichten ab, die aus Ablagerungen eines warmen, flachen Meeres stammen. Die Fossilien sind in den Kalk- und Mergelschichten der Kreidezeit und Jura zu finden.

### Entstehungsgeschichte
Vor rund 130 Millionen Jahren senkte sich die Erdkruste im Gebiet des heutigen Montsec leicht ab. Dadurch entstand ein flaches Becken, in dem sich ein Süßwassersee bildete. Dieser See war ruhig und führte über anoxische Bedingungen am Boden – wobei abgestorbene Tiere und Pflanzen fast ungestört und detailreich erhalten wurden. Feiner Kalkschlamm sammelte sich am Grund des Sees und schloss die Reste der Organismen ein. Mit der Zeit verfestigten sich diese Ablagerungen zu dünnen Kalksteinplatten, die heute viele gut erhaltene Fossilien enthalten – darunter Insekten, Fische, Amphibien und Pflanzenreste.

### Datierung
Die Fossilien der Sierra del Montsec sind etwa 129 bis 125 Millionen Jahre alt. Das entspricht dem unteren Barremium, einer Zeitstufe der Unterkreide. Die Datierung erfolgte mit der Untersuchung von Fossilien z. B. Charophyten die in dem Gestein gefunden wurden, und die sich auf das Barremium datieren ließen. Weitere Datierung wurde durch die Untersuchung von gefundenen Pollen ermöglicht, sowie die Datierung durch Stratigraphie, da die Gesteinsschichten in der Sierra del Montsec ungestört aufgeschlossen sind.

## Taphonomie
Die Fossillagerstätte von Montsec zeigt eine außergewöhnliche Erhaltung von Organismen. Der Hauptgrund für diese gute Erhaltung sind die Taphonomische Prozesse die vorhanden waren. Die ruhigen und anoxischen Bedingungen am Seeboden führte dazu, dass Organismen nicht zersetzt und schnell zu sedimentiert wurden. Allmählich wurden die Organismen von feinen Kalkschlamm bedeckt, die zu stabilen chemischen Bedingungen führten, wodurch die Fossilien gut erhalten wurden.

## Funde

### Flora
- Charophyten (kalkschalige Algen), bedeutend für die Datierung[2].
- Reste höherer Pflanzen (Samen, Holzfragmente, Blätter)

### Fauna

#### Wirbellose
- Insekten: Besonders gut erhalten, mit feinen anatomischen Details:
  - Cretochoragus pygmaeus (Rüsselkäfer)[1]
  - Montsecanomalus zherikhini (Weevils)[1]
  - Hispanocaris kseniae (Rüsselkäfer)[1]
- Spinnen (Arachnida)[1]
- Krebse (Crustacea)[1]
- Weichtiere – u. a. Muscheln und Schnecken[1]

#### Fische und Amphibien
- Neusibatrachus wilferti: Ein vollständiger fossiler Frosch mit detailliert erhaltenem Skelett[4]
- Actinopterygii (Strahlenflosser) – diverse Fischreste[1]

#### Reptilien und Vögel
- Kleine Reptilien: Fragmente von Echsen, unvollständig erhalten[1]
- Federn: Vereinzelte Funde, möglicher Hinweis auf frühe Vögel[1]

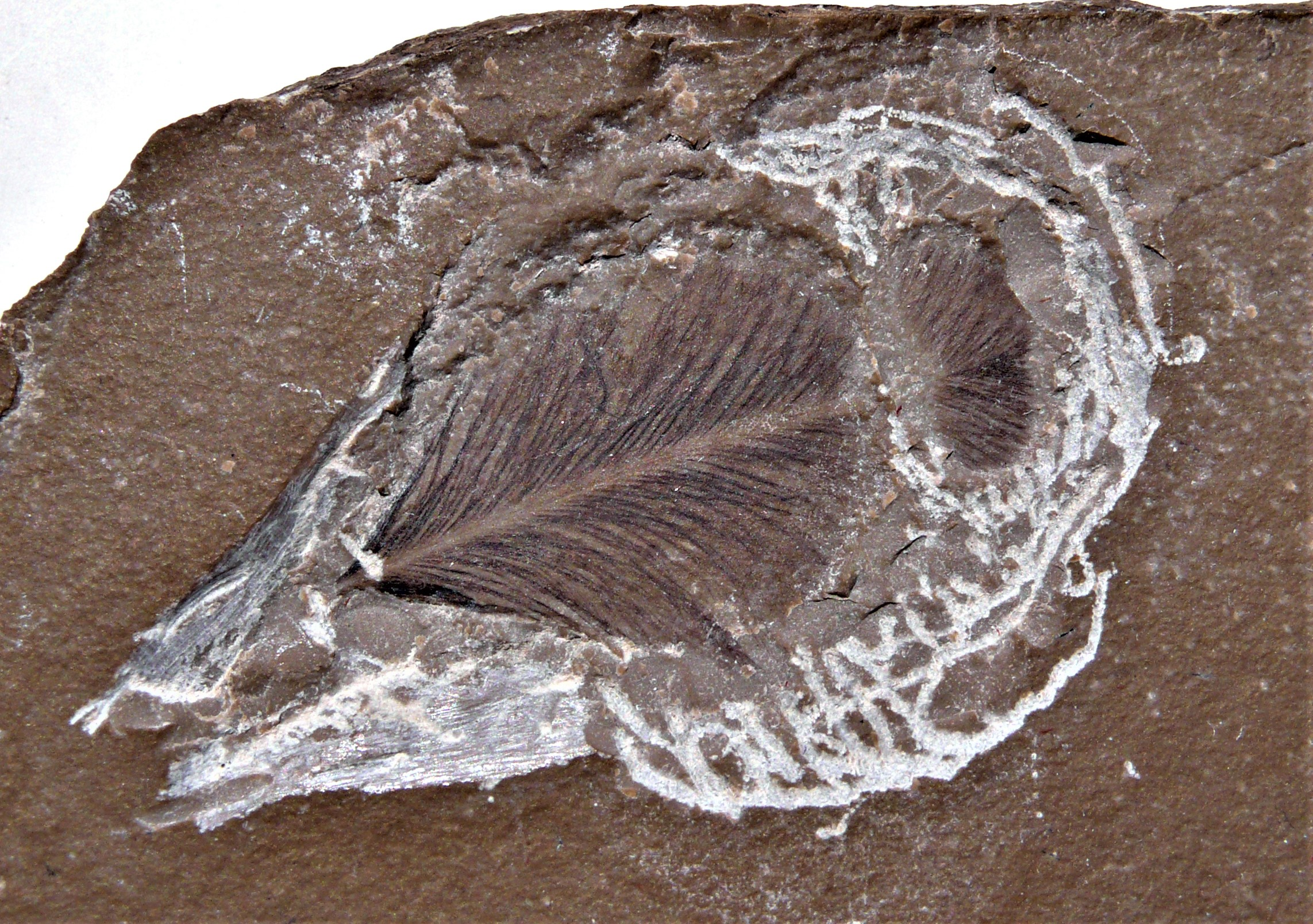
Fossil einer Feder aus der Lagerstätte

#### Säugetiere
- Keine bestätigten Funde aus der Montsec-Formation[1].

## Forschungsgeschichte

### Wissenschaftliche Ausgrabung
Die paläontologische Erforschung der Fossillagerstätte Montsec in der Sierra del Montsec begann Ende des 19. Jahrhunderts, als Vidal erstmals 1899 die lithographischen Plattenkalke beschrieb und sie zunächst dem oberen Jura (Kimmeridge) zuordnete. Im Jahr 1932 führte Broili eine detaillierte Untersuchung dieser Kalksteine durch und verglich sie mit den bekannten oberjurassischen Lagerstätten von Solnhofen und Cerin, ordnete sie jedoch aufgrund ihrer Faunenzusammensetzung dem unteren Jura zu.
Eine wesentliche Änderung in der Altersbestimmung erfolgte in den 1960er Jahren. Im Jahr 1966 schlug Krusat vor, dass die Montsec-Plattenkalke aus der Unterkreide stammen. Diese Datierung wurde durch nachfolgende Arbeiten von Schairer und Jannicke im Jahr 1970 sowie von Peybernès und Oertli im Jahr 1972 bestätigt, womit die Ablagerungen endgültig in die Unterkreide eingeordnet wurden.
In den letzten Jahrzehnten fanden zahlreiche wissenschaftliche Ausgrabungen statt. Besonders hervorzuheben sind die systematischen Ausgrabungen ab den späten 1970er Jahren durch die Gruppe „Amics de la Paleontologia“, die zunächst von Barale (Universität Lyon) und später von Delclòs (Universität Barcelona) geleitet wurden. Diese Arbeiten förderten umfangreiche Fossilfunde zu Tage, darunter frühe Blütenpflanzen, erste eusoziale Insekten (Termiten), Amphibien, Reptilien und Vögel.
Im Jahr 2025 wurden die taxonomischen, taphonomischen und paläoökologischen Bedingungen zur Zeit der Oberkreide mit geochemischen Methoden untersucht.

### Publikationen
Bis heute sind über 224 wissenschaftliche Publikationen erschienen, die Montsec zu einer international bedeutenden Fossillagerstätte machen.